# Barend Buizerd
Barend Buizerd is een Disney-stripfiguur uit het weekblad Donald Duck. Zijn oorspronkelijke Engelse naam luidt Br'er Buzzard. Oorspronkelijk is Barend Buizerd – net als veel van de andere vaste personages uit het Duckstadse Bos –  afkomstig uit Uncle Remus, His Songs and His Sayings: The Folk-Lore of the Old Plantation, een boek van Joel Chandler Harris uit 1880.

## Rol in de verhalen
Barend Buizerd is samen met Midas Wolf, Meneer Beer, Vittorio Wezel en Rein Vos een lid van de Booswichtenclub. Omdat Barend zelf niet zo heel slim is, wordt hij niet zelden in de luren gelegd door de andere leden van de Booswichtenclub of door Broer Konijn. 
Barend Buizerd kwam in 1946 voor het eerst voor in een Amerikaanse krantenstrip. In de verhalen gemaakt door Dick Moores is het Barend Buizerd die Broer Konijn vaak om de tuin leidt. In de latere verhalen worden de rollen echter omgedraaid. 